# Aincille
Aincille település Franciaországban, Pyrénées-Atlantiques megyében. Lakosainak száma 114 fő (2022. január 1.). Aincille Saint-Jean-le-Vieux, Ahaxe-Alciette-Bascassan, Çaro, Estérençuby és Saint-Michel községekkel határos.

## Népesség
A település népességének változása:
| Lakosok száma | 124  | 116  | 111  | 112  | 114  | 115  | 115  | 114  | 114  |
|               | 2013 | 2015 | 2016 | 2017 | 2018 | 2019 | 2020 | 2021 | 2022 |